# Championnat de Tunisie de football 2023-2024
Navigation
Saison précédente Saison suivante
La saison 2023-2024 du championnat de Tunisie de football est la 69e édition de la première division tunisienne depuis l'Indépendance, la Ligue Professionnelle 1.
Le championnat se joue avec quatorze clubs répartis en deux poules de sept clubs dont les trois premiers sont qualifiés pour les play-off, tandis que les quatre derniers jouent les play-out.
Les équipes promues de deuxième division sont l'Avenir sportif de La Marsa et l'El Gawafel sportives de Gafsa.

## Clubs participants

### Liste
| \| CA EST ST CAB OB ASS ESS EGSG USM CSS ASM USBG UST ESM \| Localisation des clubs engagés dans le championnat. |
| CA EST ST CAB OB ASS ESS EGSG USM CSS ASM USBG UST ESM                                                           |

Les douze premiers clubs du championnat 2022-2023, ainsi que les deux premiers du championnat de Ligue II 2022-2023 participent à la compétition.
L'Avenir sportif de La Marsa fait son retour en Ligue I après six ans d'absence, l'El Gawafel sportives de Gafsa après sept ans d'absence.
L'Espérance sportive de Tunis remporte son 33e titres dès la neuvième journée de la phase de play-off en battant l'Union sportive monastirienne à domicile.

### Retour du CS Chebba?
Le 30 septembre 2022, le Croissant sportif chebbien effectue son retour en Ligue I à la suite de la décision du Tribunal arbitral du sport (TAS). Le 8 février 2023, le CS Chebba est relégué en Ligue II après sa défaite de 2-0 contre le CS Sfax.
Le 11 avril, le club aurait saisi à nouveau le TAS dans le but de réintégrer la nouvelle saison de la Ligue I. Quelques semaines auparavant, le CS Chebba a déjà gagné un litige contre le Club africain au sujet d'un match de la 14e journée de la première phase de la saison 2021-2022 terminé par une victoire clubiste avec un score de 1-0 ; le TAS a alors attribué la victoire à Chebba (2-0).
| Club                           | Dernière montée | Classement 2022-2023 | Entraîneur         | Depuis | Stade                       | Capacité théorique | Ville       |
| ------------------------------ | --------------- | -------------------- | ------------------ | ------ | --------------------------- | ------------------ | ----------- |
| Étoile sportive du Sahel       | 1962            | 1er                  | Imed Ben Younes    | 2023   | Stade olympique de Sousse   | 42 000             | Sousse      |
| Espérance sportive de Tunis    | 1971            | 2e                   | Tarek Thabet       | 2023   | Stade olympique de Radès    | 65 000             | Tunis       |
| Club africain                  | 1937            | 3e                   | Saïd Saïbi         | 2022   | Stade olympique de Radès    | 65 000             | Tunis       |
| Union sportive monastirienne   | 2017            | 4e                   | Mohamed Kouki      | 2023   | Stade Mustapha-Ben-Jannet   | 25 000             | Monastir    |
| Union sportive de Ben Guerdane | 2015            | 5e                   | Chiheb Ellili      | 2022   | Stade du 7-Mars             | 10 000             | Ben Gardane |
| Club sportif sfaxien           | 1947            | 6e                   | Nabil Kouki        | 2023   | Stade Taïeb-Mehiri          | 22 000             | Sfax        |
| Olympique de Béja              | 2020            | 7e                   | Nabil Neghiz       | 2023   | Stade Boujemaa-Kmiti        | 10 000             | Béja        |
| Union sportive de Tataouine    | 2018            | 8e                   | Tarek Jani         | 2023   | Stade Néjib-Khattab         | 5 000              | Tataouine   |
| Stade tunisien                 | 2022            | 9e                   | Hamadi Daou        | 2023   | Stade Hédi-Enneifer         | 11 000             | Le Bardo    |
| Club athlétique bizertin       | 1990            | 10e                  | Maher Kanzari      | 2022   | Stade du 15-Octobre         | 20 000             | Bizerte     |
| Avenir sportif de Soliman      | 2019            | 11e                  | Mohamed Ayari      | 2022   | Stade municipal de Soliman  | 3 000              | Soliman     |
| Étoile sportive de Métlaoui    | 2013            | 12e                  | Mohamed Ali Maalej | 2023   | Stade municipal de Métlaoui | 5 000              | Métlaoui    |
| Avenir sportif de La Marsa     | 2023            | 1er-Groupe A (L2)    | Khaled Ben Yahia   | 2022   | Stade Abdelaziz-Chtioui     | 8 000              | La Marsa    |
| El Gawefel sportives Gafsa     | 2023            | 1er-Groupe B (L2)    | Lotfi Jebali       | 2022   | Stade olympique de Gafsa    | 10 000             | Gafsa       |

- Ligue des champions de la CAF
- Coupe de la confédération
- Promu de la Ligue II 2022-2023

## Compétition

### Règlement
Le classement est calculé avec le barème de points suivant : une victoire vaut trois points, le match nul un. La défaite ne rapporte aucun point.
À égalité de points, les critères de départage sont les suivants :
1. plus grand nombre de points dans les confrontations directes ;
2. plus grand nombre de buts dans les confrontations directes ;
3. plus grande différence de buts dans les matchs de la phase aller ;
4. plus grand nombre de buts marqués dans la phase aller;
5. plus grande différence de buts générale ;
6. plus grand nombre de buts marqués ;
7. meilleur classement fair-play ;
8. tirage au sort pour départager les équipes en cas d'égalité absolue.

### Première phase

#### Groupe A
| Rang | Équipe            | Pts | J  | G | N | P  | Bp | Bc | Diff |
| ---- | ----------------- | --- | -- | - | - | -- | -- | -- | ---- |
| 1    | Étoile du Sahel T | 25  | 12 | 7 | 4 | 1  | 15 | 5  | +10  |
| 2    | Stade tunisien    | 24  | 12 | 7 | 3 | 2  | 18 | 10 | +8   |
| 3    | Club africain     | 24  | 12 | 7 | 3 | 2  | 14 | 7  | +7   |
| 4    | US Ben Guerdane   | 15  | 12 | 7 | 3 | 2  | 14 | 7  | +7   |
| 5    | Olympique de Béja | 14  | 12 | 4 | 2 | 6  | 8  | 14 | -6   |
| 6    | EGS Gafsa P       | 12  | 12 | 3 | 3 | 6  | 9  | 18 | -9   |
| 7    | AS Soliman        | 3   | 12 | 1 | 0 | 12 | 7  | 19 | -12  |

| Résultats (▼dom., ►ext.)                                   | ESS | CA  | USBG | OB  | ST  | ASS | EGSG |
| ESS                                                        |     | 1-1 | 1-0  | 0-0 | 0-0 | 3-0 | 2-1  |
| CA                                                         | 0-1 |     | 2-0  | 3-1 | 1-1 | 1-0 | 0-0  |
| USBG                                                       | 0-0 | 0-1 |      | 0-1 | 2-1 | 2-1 | 5-0  |
| OB                                                         | 2-1 | 0-1 | 1-1  |     | 1-2 | 2-1 | 1-0  |
| ST                                                         | 0-1 | 2-1 | 2-1  | 3-0 |     | 1-0 | 2-2  |
| ASS                                                        | 1-2 | 1-2 | 0-1  | 2-0 | 1-2 |     | 0-2  |
| EGSG                                                       | 0-3 | 0-1 | 1-1  | 1-0 | 1-3 | 1-0 |      |
| - Victoire à domicile - Match nul - Victoire à l'extérieur |     |     |      |     |     |     |      |

#### Groupe B
| Rang | Équipe             | Pts | J  | G  | N | P | Bp | Bc | Diff |
| ---- | ------------------ | --- | -- | -- | - | - | -- | -- | ---- |
| 1    | Espérance de Tunis | 32  | 12 | 10 | 2 | 0 | 20 | 5  | +15  |
| 2    | US Monastir        | 26  | 12 | 8  | 2 | 2 | 22 | 9  | +13  |
| 3    | CS Sfax            | 20  | 12 | 6  | 2 | 4 | 12 | 4  | +8   |
| 4    | CA Bizerte         | 16  | 12 | 4  | 4 | 4 | 12 | 13 | -1   |
| 5    | ES Métlaoui        | 9   | 12 | 2  | 3 | 7 | 10 | 20 | -10  |
| 6    | US Tataouine       | 9   | 12 | 2  | 3 | 7 | 6  | 17 | -11  |
| 7    | AS Marsa P         | 5   | 12 | 1  | 2 | 9 | 4  | 18 | -14  |

| Résultats (▼dom., ►ext.)                                   | EST | USMO | CSS | UST | CAB | ESM | ASM |
| EST                                                        |     | 2-0  | 1-0 | 3-0 | 1-1 | 3-2 | 1-0 |
| USMO                                                       | 1-2 |      | 1-0 | 3-0 | 1-0 | 3-2 | 3-1 |
| CSS                                                        | 0-1 | 0-0  |     | 3-0 | 2-0 | 2-0 | 3-0 |
| UST                                                        | 1-1 | 2-2  | 0-1 |     | 1-2 | 0-0 | 1-0 |
| CAB                                                        | 0-2 | 0-2  | 0-0 | 1-0 |     | 4-2 | 3-1 |
| ESM                                                        | 0-2 | 0-3  | 1-0 | 1-0 | 1-1 |     | 0-1 |
| ASM                                                        | 0-1 | 0-3  | 0-1 | 0-1 | 0-0 | 1-1 |     |
| - Victoire à domicile - Match nul - Victoire à l'extérieur |     |      |     |     |     |     |     |

### Deuxième phase
À l'issue de la première phase, les équipes sont divisées en deux groupes. Les deux premiers des deux groupes de la première phase au classement sont ainsi intégrés aux play-offs, dans lequel sont déterminés le vainqueur de la compétition ainsi que la répartition des places africaines, tandis que les huit équipes (classées respectivement 4e, 5e, 6e, 7e) sont placées en play-out, qui sert à déterminer les équipes reléguées.
La répartition des points bonus en phase de play-off est de trois points au premier de chaque groupe, deux points aux deuxièmes, un point aux troisièmes et quatrièmes, tandis qu'en phase de play-out les répartitions sont de quatre points au 4e de chaque groupe, trois points au 5e, deux points au 6e et pas point au 7e.

#### Play-off
| Rang | Équipe             | Pts | J  | G | N | P | Bp | Bc | Diff |
| ---- | ------------------ | --- | -- | - | - | - | -- | -- | ---- |
| 1    | Espérance de Tunis | 24  | 10 | 6 | 3 | 1 | 13 | 7  | +6   |
| 2    | US Monastir        | 16  | 10 | 3 | 5 | 2 | 8  | 5  | +3   |
| 3    | CS Sfax            | 13  | 10 | 2 | 6 | 2 | 6  | 5  | +1   |
| 4    | Stade tunisien     | 13  | 10 | 1 | 8 | 1 | 5  | 5  | 0    |
| 5    | Étoile du Sahel    | 10  | 10 | 0 | 7 | 3 | 4  | 7  | -3   |
| 6    | Club africain      | 9   | 10 | 1 | 5 | 4 | 4  | 11 | -7   |

| Résultats (▼dom., ►ext.)                                   | ESS | EST | ST  | USM | CA  | CSS |
| ESS                                                        |     | 0-1 | 0-0 | 0-0 | 0-0 | 1-2 |
| EST                                                        | 3-2 |     | 2-0 | 2-0 | 1-0 | 1-1 |
| ST                                                         | 1-1 | 2-0 |     | 0-0 | 1-1 | 0-0 |
| USM                                                        | 0-0 | 1-1 | 1-1 |     | 4-0 | 1-0 |
| CA                                                         | 0-0 | 1-2 | 0-0 | 1-0 |     | 1-3 |
| CSS                                                        | 0-0 | 0-0 | 0-0 | 0-1 | 0-0 |     |
| - Victoire à domicile - Match nul - Victoire à l'extérieur |     |     |     |     |     |     |

#### Play-out
| Rang | Équipe            | Pts | J  | G | N | P | Bp | Bc | Diff |
| ---- | ----------------- | --- | -- | - | - | - | -- | -- | ---- |
| 1    | Olympique de Béja | 30  | 14 | 8 | 3 | 3 | 21 | 9  | +12  |
| 2    | CA Bizerte        | 27  | 14 | 6 | 5 | 3 | 17 | 10 | +7   |
| 3    | EGS Gafsa         | 21  | 14 | 5 | 4 | 5 | 11 | 11 | 0    |
| 4    | US Tataouine      | 21  | 14 | 5 | 4 | 4 | 11 | 16 | -5   |
| 5    | ES Métlaoui       | 20  | 14 | 4 | 5 | 5 | 15 | 17 | -2   |
| 6    | US Ben Guerdane   | 19  | 14 | 4 | 3 | 7 | 12 | 15 | -3   |
| 7    | AS Soliman        | 19  | 14 | 6 | 1 | 7 | 13 | 15 | -2   |
| 8    | AS Marsa          | 16  | 14 | 5 | 1 | 8 | 13 | 20 | -7   |

| Résultats (▼dom., ►ext.)                                   | USBG | CAB | OB  | ESM | EGSG | UST | ASS | ASM |
| USBG                                                       |      | -   | 0-1 | 1-0 | 1-0  | 0-0 | 1-0 | 1-2 |
| CAB                                                        | 2-0  |     | 1-0 | 2-0 | -    | 2-0 | 2-0 | 1-0 |
| OB                                                         | 2-1  | 0-0 |     | 2-1 | 0-0  | -   | 3-1 | 3-0 |
| ESM                                                        | 3-1  | -   | -   |     | 1-1  | 0-0 | 1-0 | 3-1 |
| EGSG                                                       | 0-0  | 1-0 | -   | 1-0 |      | 3-1 | -   | -   |
| UST                                                        | -    | 1-0 | 0-0 | -   | -    |     | 0-2 | 2-1 |
| ASS                                                        | -    | -   | 3-1 | 2-2 | 2-0  | 1-3 |     | -   |
| ASM                                                        | 2-1  | 2-2 | 0-3 | -   | 1-0  | -   | 0-1 |     |
| - Victoire à domicile - Match nul - Victoire à l'extérieur |      |     |     |     |      |     |     |     |

### Barrage de promotion
Le match de barrage de promotion entre les septième et huitième du play-out prend place le 19 juin. Le vainqueur de ce barrage reste en Ligue I tandis que le perdant est relégué en Ligue II.
| Match de barrage | Avenir sportif de Soliman (7e) | 1-0   | Avenir sportif de La Marsa (8e) |                             |                             |
| 19 juin 2024     | Seddik Mejri 36e (pen.)        | (1-0) |                                 | Stade Chedly-Zouiten, Tunis | Stade Chedly-Zouiten, Tunis |

### Meilleurs buteurs
Mise à jour : 20 juin 2024
| Rang | Joueur                 | Club            | Buts |
| ---- | ---------------------- | --------------- | ---- |
| 1    | Boubacar Traoré (en)   | US Monastir     | 10   |
| 1    | Tayeb Ben Zitoun       | CA Bizerte      | 10   |
| 1    | Rodrigo Rodrigues (en) | Stade tunisien  | 10   |
| 5    | Hamza Jelassi          | ES Sahel        | 4    |
| 5    | Nassim Sioud           | US Ben Guerdane | 4    |

### Meilleurs passeurs
Mise à jour : 20 juin 2024
| Rang | Joueur           | Club              | Buts |
| ---- | ---------------- | ----------------- | ---- |
| 1    | Faïssal Mannaï   | US Monastir       | 6    |
| 2    | Hamza Khadhraoui | Stade tunisien    | 5    |
| 2    | Chiheb Jbali     | US Monastir       | 5    |
| 4    | Houssem Tka      | ES Tunis          | 4    |
| 5    | Rayen Derbali    | Olympique de Béja | 3    |
| 5    | Oussama Abid     | ES Sahel          | 3    |
| 5    | Bilel Mejri      | Stade tunisien    | 3    |

## Droits TV
Le 13 août 2023, la télévision tunisienne annonce un accord trouvé avec la Fédération tunisienne de football à propos de la diffusion des matchs de Ligue I.

## Bilan de la saison
- Champion : ES Tunis
- Meilleure attaque : ES Tunis (33 buts)
- Meilleure défense : Club sportif sfaxien (9 buts)
- Premier but de la saison :  Bilel Mejri (  4e) pour le Stade tunisien contre l'Avenir sportif de Soliman (2-1), le 19 août 2023
- Dernier but de la saison :
- Premier doublé :  Bilel Mejri (   ) pour le Stade tunisien contre l'Avenir sportif de Soliman (2-1), le 19 août 2023
- Premier triplé :  Nassim Sioud (     ) pour l'Union sportive de Ben Guerdane contre l'El Gawafel sportives de Gafsa (5-0), le 3 janvier 2024
- But le plus rapide d'une rencontre :
- But le plus tardif d'une rencontre :
- Journée de championnat la plus riche en buts :
- Journée de championnat la plus pauvre en buts :
- Nombre de buts inscrits durant la saison :
- Plus grand nombre de buts dans une rencontre :
- Coup du chapeau le plus rapide :
- Coups du chapeau de la saison :
- Plus grande série de victoires :
- Plus grande série de défaites :
- Plus grande série de matchs sans défaite :
- Plus grande série de matchs sans victoire :
- Plus grande série de matchs avec au moins un but marqué :
- Plus grande série de matchs sans but marqué :

## Tableau d'honneur
| Championnat de Tunisie de football 2023-2024                        |                      |
| Champion                                                            | ES Tunis (33e titre) |
| Qualifications continentales                                        |                      |
| Ligue des champions de la CAF 2024-2025                             | ES Tunis             |
| Ligue des champions de la CAF 2024-2025                             | US Monastir          |
| Coupe de la confédération 2024-2025                                 | CS Sfax              |
| Promotions et relégations                                           |                      |
| Promus en Championnat de Tunisie de football                        |                      |
| Relégués en Championnat de Tunisie de football de deuxième division | AS Marsa             |